# Проні
Про́ні —  село в Україні, у Диканській селищній громаді Полтавського району Полтавської області. Населення становить 8 осіб. До 2020 орган місцевого самоврядування — Диканська селищна рада.

## Географія
Село Проні знаходиться за 1,5 км від селища Диканька. До села примикає лісовий масив. Поруч проходить автомобільна дорога Н12.

## Історія
12 червня 2020 року, відповідно до розпорядження Кабінету Міністрів України № 721-р «Про визначення адміністративних центрів та затвердження територій територіальних громад Полтавської області», село увійшло до складу Диканської селищної громади.
19 липня 2020 року, в результаті адміністративно - територіальної реформи та ліквідації Диканського району, село увійшло до складу новоутвореного Полтавського району.

## Населення

### Мова
Розподіл населення за рідною мовою за даними перепису 2001 року:
| Мова       | Кількість | Відсоток |
| ---------- | --------- | -------- |
| українська | 8         | 100%     |

## Цікаві факти
- Місцевими мешканцями підтримується легенда, що саме тут Микола Гоголь писав свої знамениті «Вечори на хуторі поблизу Диканьки».
- У селі є мальовничий ставок на березі якого побудовано етно-корчму.